# Прогресивна партія Чаду
Прогресивна партія Чаду (фр. Parti Progressive Tchadien, PPT) — перша в Чаді африканська політична партія, активна з 1947 по 1973 роки. Була регіональним відділом Африканського Демократичного Об'єднання (Rassemblement Démocratique Africain, RDA) — політичного об'єднання африканських політичних сил у французьких колоніях в Західній і Екваторіальній Африці.
Партія була заснована Габріелем Лізеттом, чорношкірим колоніальним адміністратором, уродженцем Панами, в лютому 1947 року, і спочатку була партією переважно немусульманських інтелектуалів з півдня Чаду, займаючи значно радикальніші й націоналістичні позиції, ніж її основний суперник, Чадський Демократичний Союз (Union Démocratique Tchadienne, UDT), в якому домінували мусульмани. Її радикалізм був сформульований в партійному девізі «Досить бавовни! Досить податків! Досить начальників!» (Plus de coton! Plus d’impôts! Plus de chefs!), який закликав до диверсифікації економіки, полегшення податкового тягаря і скасування бюрократії. Початково вона була значно слабкіша за UDT, але після виборчої реформи 1956 року, яка надала виборчі права широким колам населення, центр політичної ваги в країні почав поступово зсуватися до християнсько-язичницьких південних регіонів, де підтримка PPT була найбільшою.
В результаті в 1957 році PPT перемогла на виборах до Територіальної Асамблеї, здобувши 32 місця з 65; разом із союзними партіями — 47 місць. Габріель Лізетт, перший голова тимчасового уряду, в березні 1959 року подав у відставку; на ці посади був обраний Франсуа Томбалбай, який незадовго до того став генеральним секретарем PPT. Томбалбай очолював партію під час виборів 1959 року, коли PPT здобула вирішальну перемогу, посівши 57 місць з 85. В 1960 році, за кілька тижнів до проголошення незалежності і зайняття посади президента незалежного Чаду, Томбалбай видворив Лізетта з країни, щоб позбавитись небезпечного конкурента.
З цього моменту вже ніхто не міг оспорити його лідерства в партії, яку в 1962 році він проголосив єдиною легальною політичною партією країни, встановивши в країні однопартійну систему. В 1973 році Томбалбай перейменував PPT на Національний рух за культурну та соціальну революцію. Під цією назвою вона існувала ще два роки; в 1975 в результаті військового перевороту Томбалбай був відсунутий від влади і вбитий; новий уряд Фелікса Маллума негайно розпустив партію і заборонив її діяльність.